# عملية ثامن الأئمة
كانت عملية ثامن الأئمة هجومًا للحرب العراقية الإيرانية بين 27 و29 سبتمبر 1981 حيث كسرت إيران الحصار العراقي على عبادان.

## مقدمة
انظر: حصار عبادان

## الهجوم التمويهي
في 22 سبتمبر 1981، بدأت إيران أول هجوم ناجح ضد العراق، من أجل كسر حصار عبادان. وقد بدأ الهجوم بعملية تمويهية. وقد هاجمت قوة اسلحة مشتركة من 30 إلى 40 ألف جندي القوات العراقية على جبهة واسعة حول نهر الكرخة في محافظة خوزستان بإيران بهدف الطريق إلى البصرة بالعراق. استخدم الإيرانيون جيشهم النظامي بدعم من مشاة الحرس الثوري، الأول باستخدام مجموعات صغيرة من المدرعات مع المدفعية الكاملة والدعم الجوي (كان الإيرانيون يتمتعون بالتفوق الجوي، ولكن الطائرات محدودة بسبب نقص قطع الغيار). وأقنعت العملية العراق بأن البصرة تعرضت للهجوم، وبالتالي فإنه لم يعزز قواته المحيطة بعبادان.

## الهجوم الرئيسي
بعد يومين، بدأت إيران في تنفيذ هجومها الرئيسي على عبادان. وخلال الليل، تسلل الإيرانيون إلى قوة من 20 إلى 30 ألف جندي عبر نهر بهمنشير باتجاه القوات العراقية على الضفة الشرقية لنهر كارون حول عبادان. ولم يتمكن العراقيون من القيام بعمليات استطلاع كافية لاكتشاف التسلل. وقد سبق الهجوم الرئيسي قيام القوات الجوية الإيرانية بتنفيذ ضربات جوية ضد القوات العراقية بين بهمنشير وضفة كارون الشرقية. وبسبب التفوق الجوي الإيراني، قاد الإيرانيون الطائرات العراقية المضادة للهجوم بعيدا. في 26 سبتمبر، هاجمت القوات البرية الإيرانية. وقد تصدع العراقيون في مواقعهم الأقوى، في حين مزقت أضعف مواقعهم، مما أدى إلى عزل العديد من القوات العراقية. فشل العراق في مناورة قواته ضد الإيرانيين، ووقفوا في مواقعهم الثابتة. وقامت كتيبة مدرعة إيرانية بقطع قوات العدو إلى اثنين، بينما دمرت طائرات الهليكوبتر من طراز إيه إتش-1 كوبرا العديد من الدبابات العراقية باستخدام صواريخ تاو. وفي الوقت نفسه، تم كسر حصار عبادان، ومع ذلك بقيت العديد من القوات العراقية على الضفة الشرقية لنهر كارون، ومنعوا من التراجع بعد أن قصفت القوات الجوية الإيرانية الجسور عبر نهر كارون.
وجاءت المرحلة التالية من المعركة عندما أطلق الإيرانيون الفرقة المدرعة الـ92 على الجانب الشمالي من المواقع العراقية في 27 سبتمبر. وكانت القيادة العراقية قد دفعت إلى الذعر، وحاولت انسحابًا تكتيكيًا تحول إلى اندحار. وقد تخلى العراقيون عن أسلحتهم الثقيلة، وهربوا عبر النهر على جسر عائم مؤقت وطوافات.

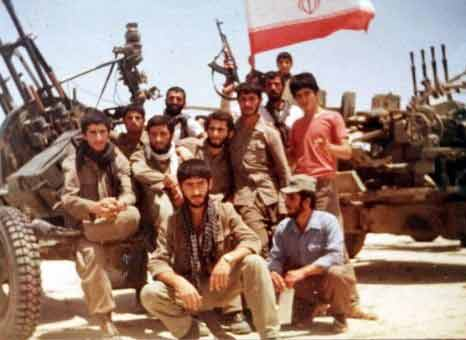
جنود في عملية ثامن الأئمة

## أعقاب
وقد حققت إيران انتصارًا حاسمًا. مع عملية مخططة بعناية واستخدام جيد التنفيذ للمواد المتاحة، دحر الإيرانيين خصم متفوق نظريًا. ومع ذلك، ففي 30 سبتمبر، قتل العديد من القادة العسكريين المهمين من المعركة عندما تحطمت طائرة من طراز هيركوليز سي-130، من بينهم مصطفى تشمران. لقد كان لهم دور فعال في دمج قوات الجيش النظامي ما قبل الثورة وقوات الحرس الثوري الجديدة. وفي المعارك اللاحقة، أظهر المحاربون في مناسبات عديدة عدم التنسيق.
وكان الانتصار في عبادان معززًا معنويًا هامًا لإيران، وخطوة هامة لطرد العراقيين في نهاية المطاف من إيران.
أمر صدام حسين بإعدام سبعة قادة بعد العملية.

## غنيمة
الغنائم التي حصلت عليها القوات الإيرانية من الجيش العراقي ومنها:
160 دبابة وناقلة أفراد، 150 مركبة عسكرية، 30 بلدوزر، 5 مقابض لمدفع عيار 152 ملم، 2 قاذفة صواريخ كاتيوشا، بعض الأسلحة والذخيرة الخفيفة والثقيلة.

## ثبت المراجع
- https://books.google.com/books?id=dUHhTPdJ6yIC&pg=PT835